# Tim O’Shannessey
Timothy Leo „Tim” O’Shannessey (ur. 14 czerwca 1972 w Burnie) – australijski kolarz torowy, brązowy medalista olimpijski oraz trzykrotny medalista mistrzostw świata.

## Kariera
Pierwszy sukces w karierze Tim O’Shannessey osiągnął w 1990 roku, kiedy na mistrzostwach świata juniorów zdobył srebrny medal w indywidualnym wyścigu na dochodzenie, a w drużynie był trzeci. Na rozgrywanych trzy lata później mistrzostwach świata w Hamar wspólnie z Brettem Aitkenem, Stuartem O’Gradym i Billym Shearsbym wywalczył złoty medal w drużynowym wyścigu na dochodzenie. Na igrzyskach Wspólnoty Narodów w Victorii w 1994 roku Australijczycy także zdobyli złoto, a indywidualnie O’Shannessey był trzeci w wyścigu na 1 km. W tym samym roku razem z Aitkenem, O’Gradym i Bradleyem McGee zdobył drużynowo brązowy medal podczas mistrzostw świata w Palermo. W tej samej konkurencji wywalczył ponadto złoty medal na mistrzostwach świata w Bogocie w 1995 roku (razem z O’Gradym, Bradleyem McGee i Rodneyem McGee) oraz brązowy na igrzyskach olimpijskich w Atlancie w 1996 roku, Australijczycy wystąpili w składzie: Brett Aitken, Bradley McGee, Stuart O’Grady, Timothy O’Shannessey i Dean Woods.